# Tell en-Nasbeh
Tell en-Nasbeh, come la città biblica di Mizpah in Beniamino, è un tell di 3,2 ettari (8 acri) situato su un bassopiano a 12 km a nordovest di Gerusalemme nella Cisgiordania. La località è adiacente a una vecchia strada che collega Gerusalemme con la zona delle colline settentrionali, che oggi è Tell en-Nasbeh e che ha ottenuto importanza nella fortificazione del confine settentrionale del Regno di Giuda durante la sua prima fase di occupazione nella seconda Età del ferro (Strata 3A-C; 1000–586 a.C.). Vi sono anche resti archeologici di manufatti sul sito e nelle tombe circostanti che sono state datate alla prima età del bronzo (Stratum 5; 3500–3300 a.C.), alla prima età del ferro (Stratum 4; 1200–1000 a.C.) e a quelle babilonese e persiana (Stratum 2; 586–323 a.C.), ellenistica e ai periodi romano e bizantino (Stratum 1; 323 A.C. – 630 a.C.).

## Storia degli scavi
La località fu scavata per 5 stagioni tra il 1926 e il 1935 da William Frederic Badè della Scuola di Religione del Pacifico a Berkeley in California. Il progetto fu congiuntamente sponsorizzato dalla Pacific School of Religion (PSR) e dalle American Schools of Oriental Research (ASOR) e rappresenta uno dei primi scavi scientifici nella regione. Dopo il decesso di Badè nel 1936, i suoi colleghi compilarono e pubblicarono un rapporto finale sugli scavi, in 2 volumi.
I risultati originali degli scavi, specificatamente le evidenze stratigrafiche, furono successivamente rianalizzate e pubblicate da Jeffrey R. Zorn della Cornell University. Ricerche sulla collezione Tell en-Nasbeh continuano oggi, sia da parte dello staff del Badè Museum of Biblical Archaeology alla Pacific School of Religion (ex Palestine Institute, poi Badè Institute of Biblical Archaeology) e da studiosi indipendenti di tutto il mondo.
Lo staff del museo è anche coinvolto in un grosso progetto poliennale di digitazione di 5800 oggetti compresi nella collezione di Tell en-Nasbeh. This project, based in Open Context, è in collaborazione con lo staff dell'Alexandria Archive Institute di San Francisco, California.

## Storia occupazionale
Tell en-Nasbeh era un piccolo villaggio nei periodi della tarda età del rame e nella prima età del bronzo. Esso fu quindi abbandonato fino all'inizio dell'età del ferro, intorno al 10º secolo a.C., quando divenne un apprezzabile villaggio agricolo. Nella seconda età del ferro (9º–8º secolo a.C.), fu un insediamento circondato da mura con una massiccia porta cittadina, sul confine tra i regni israeliani di Giuda e d'Israele.
Durante la guerra giudaico-babilonese, l'area a nord di Gerusalemme finì ai Babilonesi senza combattere, secondo le evidenze archeologiche e altre indicazioni nella Bibbia Ebraica. Dopo la distruzione di Gerusalemme da parte di Nabucodonosor II nel 587/6 a.C., Mizpah divenne il centro amministrativo del distretto di Beniamino in Giuda.
Secondo uno studio condotto dall'Università di Tel Aviv, Tell en-Nasbeh sopravvisse alla campagna di Babilonia e salì alla preminenza nel sesto secolo a.C. come il più importante insediamento nelle vicinanze
Stoviglie, monete e altri piccoli reperti indicano che Tell en-Nasbeh era ancora occupata dal periodo ellenistico quando Giuda Maccabeo raccolse il suo esercito a Mizpah per affrontare l'esercito seleucide. Successivi reperti, compresa una torre, tombe nei cimiteri fuori le mura e il pavimento di una chiesa bizantina vicino al cimitero occidentale, svela qualche occupazione nei periodi successivi.